# كلورواكسرون
كلورواكسرون (بالإنجليزية: Chloroxuron )‏ هو مركب عضوي صيغته الكيميائية C15H15ClN2O2 يستخدم كمبيد عشبي .